# 트리스퀠
트리스퀠(Trisquel, 공식 명칭: Trisquel GNU/Linux)은 컴퓨터 운영 체제이자 우분투라는 다른 배포판에서 파생된 리눅스 배포판이다. 이 프로젝트는 사유 소프트웨어나 펌웨어가 없는 온전한 자유 소프트웨어 시스템을 목표로 바이너리 블롭이 제거된, 우분투의 수정된 커널 버전을 이용한다.
트리스퀠은 사용자의 기부에 의존한다. 로고는 켈트족의 상징인 트리스켈리온이다. 트리스퀠은 자유 소프트웨어 재단에 자유 소프트웨어만 유일하게 포함하고 있는 배포판으로 나열되어 있다.

## 개요
5개의 기본 판을 이용할 수 있다.
- Trisquel
- Trisquel Mini
- Triskel
- Trisquel Sugar TOAST
- Trisquel NetInstall

## 하드웨어
자유 소프트웨어 호환 칩셋이 포함된 트리스퀠 5.5 이후로 IA-32, x86-64 CPU 아키텍처가 지원된다.

## 같이 보기
- 리눅스 배포판 비교